# Dirk Nowitzki
Dirk Werner Nowitzki, född 19 juni 1978 i Würzburg, är en tysk före detta basketspelare. Nowitzki spelade som power forward för Dallas Mavericks i NBA från 1998 till 2019. Han anses vara en av världens bästa power forwards genom tiderna med flera utmärkelser och framgångar. Han är gift med Jessica Olsson, syster till fotbollsspelande bröderna Marcus och Martin Olsson.

## Biografi
Dirk Nowitzki började spela handboll och tennis men började med basket vid 13 års ålder för skollaget på Röntgen-gymnasiet i Würzburg. Hans mentor och tränare Holger Geschwindner höll under denna tid i intensiv träning varje dag och finns fortfarande med under viktiga faser av säsongen (Playoffs m.m.) och turneringar för att ge råd vid Nowitzkis sida. Säsongen 1997-1998 var Nowitzki den mest framgångsrika skytten och returtagaren i det dåvarande division 2-laget DJK Würzburg och var avgörande i lagets uppgång i Basketball-Bundesliga. NBA-scouterna blev uppmärksamma på 19-åringen när Nowitzki genom imponerade spel ledde ett juniorvärldslag till seger mot de bästa USA-juniorerna i Nike Hoop Summit.
I NBA-draften 1998 valdes han som nummer nio av Milwaukee Bucks som sedan tradade honom till Dallas Mavericks. Dirk Nowitzki var därmed en av de första tyska basketspelarna någonsin som kom direkt från Europa till NBA. Den första tyska spelaren, Detlef Schrempf, hade spelat collegebasket innan han kom till NBA.
Nowitzki tog tillsammans med det tyska basketlandslaget brons vid VM 2002 och tog silver vid EM 2005. Han blev vid båda turneringarna, liksom redan vid EM 2001 vald till turneringens bäste spelare (MVP). Vid EM 2005 blev Nowitzki även vald till bäste poänggörare och in i "All Tournament Team".
I januari 2010 blev Nowitzki den första spelaren från Europa som samlade 20 000 poäng i NBA.

## Priser och utmärkelser
Den italienska tidskriften Gazzetta dello Sport utnämnde Nowitzki till Europas bästa basketspelare 2002, 2003, 2004 och 2005.
Han blev säsongen 2006/2007 som förste europé tilldelad utmärkelsen NBA Most Valuable Player Award.
2011 vann han med Dallas Mavericks NBA och han själv blev utsedd till NBA Finals Most Valuable Player Award.